# Gyro-monorail

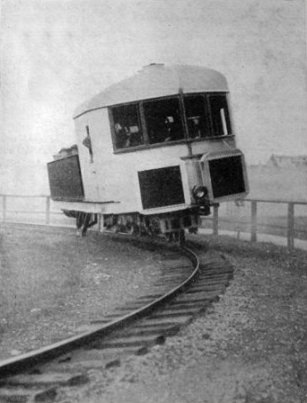
Brennans Monorail

De gyro-monorail, gyroscopische monorail, gyro-gestabiliseerde monorail of gyrocar zijn termen voor een landvoertuig met één spoor dat de gyroscopische werking van een draaiend wiel gebruikt om de inherente instabiliteit van het balanceren op een enkele rail te overwinnen.
De monorail wordt geassocieerd met de namen Louis Brennan, August Scherl en Pyotr Shilovsky, die elk in het begin van de twintigste eeuw werkende prototypes op ware grootte bouwden. Een versie werd in 1962 in de Verenigde Staten ontwikkeld door Ernest F. Swinney, Harry Ferreira en Louis E. Swinney.
De gyro-monorail is nooit verder ontwikkeld dan de prototypefase.

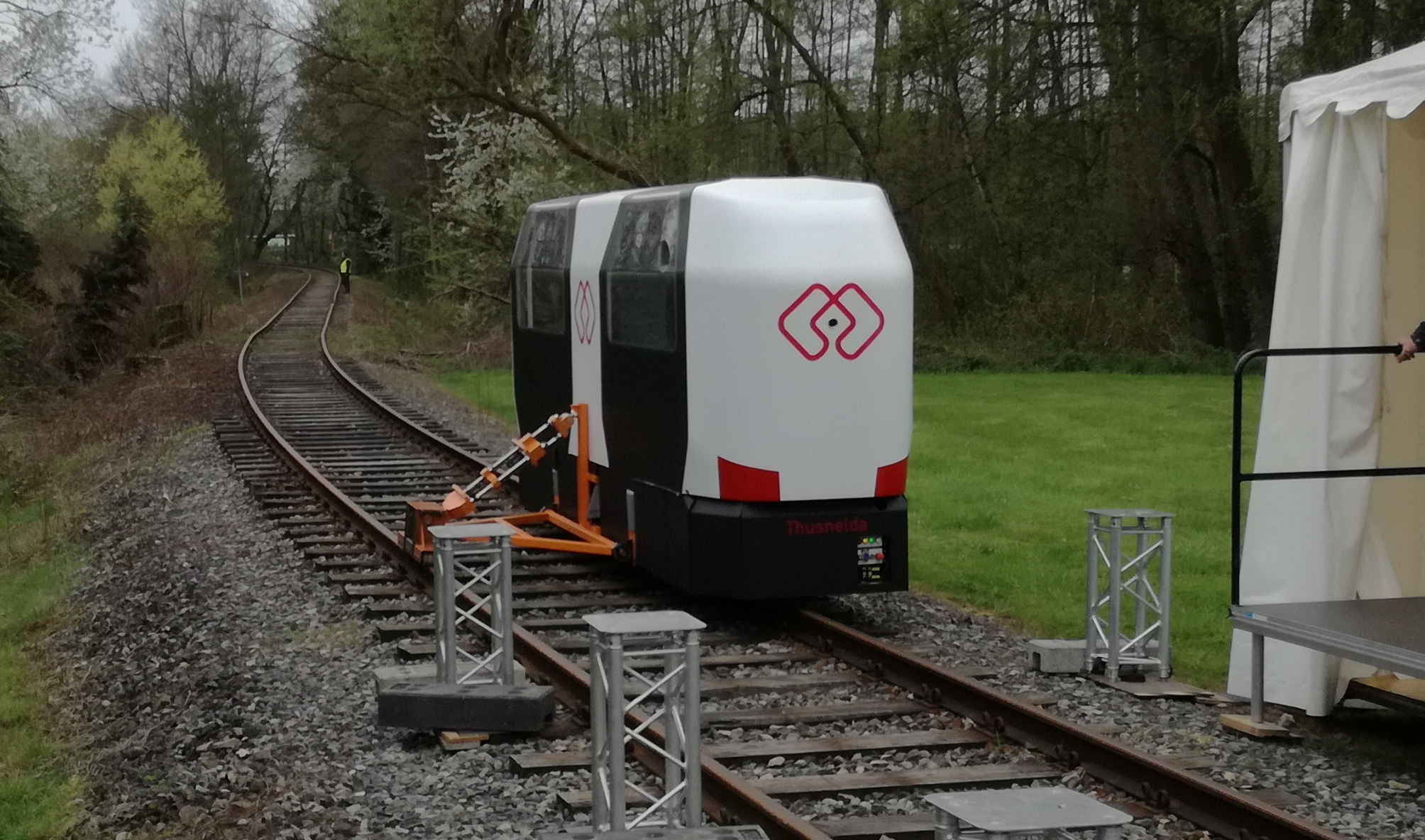
De Monocab „Thusnelda“ tijdens een demonstratierit in Bösingfeld (april 2023)

 Sinds 2020 wordt in Duitsland het concept opnieuw onderzocht met de Monocab.